# Stato di Birmania
Lo Stato di Birmania (in birmano: ဗမာနိုင်ငံတော်) fu uno Stato fantoccio dell'Impero giapponese, creato nel 1943 nel territorio dell'attuale Birmania durante l'invasione giapponese della Birmania nella seconda guerra mondiale.

## Retroscena
Durante le prime fasi della seconda guerra mondiale, l'Impero giapponese invase la Birmania britannica principalmente per ottenere materie prime (che includevano petrolio dai campi intorno a Yenangyaung, minerali e grandi eccedenze di riso) e per chiudere la strada della Birmania, che era una delle principali vie di collegamento per aiuti e munizioni alle forze nazionaliste cinesi di Chiang Kai-shek che avevano combattuto i giapponesi per diversi anni nella seconda guerra sino-giapponese.
La quindicesima armata giapponese sotto il tenente generale Shōjirō Iida conquistò rapidamente la Birmania da gennaio a maggio 1942. I giapponesi avevano anche assistito alla formazione dell'Esercito per l'indipendenza della Birmania (BIA), che aiutò i giapponesi durante la loro invasione. La BIA formò un governo provvisorio in alcune aree del paese nella primavera del 1942, ma c'erano differenze all'interno della leadership giapponese sul futuro della Birmania. Mentre il colonnello Suzuki incoraggiò la BIA a formare un governo provvisorio, la leadership militare giapponese non aveva mai formalmente accettato un simile piano e il governo giapponese aveva mantenuto solo vaghe promesse di indipendenza dopo la fine della guerra. Tuttavia, un'Amministrazione esecutiva birmana fu istituita a Rangoon il 1º agosto 1942 con l'obiettivo di creare un'amministrazione civile per gestire le attività amministrative quotidiane subordinate all'amministrazione militare giapponese. Il capo dell'amministrazione provvisoria era il dottor Ba Maw, un noto avvocato e prigioniero politico sotto i britannici.

## Sfera di co-prosperità della Grande Asia orientale
Man mano che la situazione di guerra si ribellava gradualmente ai giapponesi, il governo giapponese decise che la Birmania e le Filippine sarebbero diventate completamente indipendenti come parte della Sfera di co-prosperità della Grande Asia orientale, contrariamente al piano originale secondo cui l'indipendenza sarebbe stata concessa solo dopo il completamento della guerra. Il primo ministro giapponese Hideki Tōjō promise che l'indipendenza per la Birmania sarebbe stata concessa entro un anno dal 28 gennaio 1943, a condizione che la Birmania dichiarasse guerra al Regno Unito e agli Stati Uniti. Il governo giapponese ritenne che ciò avrebbe dato ai birmani un vero interesse per una vittoria dell'Asse durante la seconda guerra mondiale, creando resistenza contro l'eventuale ricolonizzazione da parte delle potenze occidentali e un maggiore sostegno militare ed economico dalla Birmania per lo sforzo bellico giapponese.
Un comitato preparatorio per l'indipendenza della Birmania, presieduto da Ba Maw, fu costituito l'8 maggio 1943 con un'ampia varietà di membri rispettati. Il 1º agosto 1943, la Birmania fu proclamata Stato indipendente di Birmania e il governo militare giapponese per la Birmania fu ufficialmente sciolto. Il nuovo Stato dichiarò rapidamente guerra al Regno Unito e agli Stati Uniti e concluse un trattato di alleanza con il Giappone.
Ba Maw divenne "Naingandaw Adipadi" (capo di Stato) della Birmania sotto la nuova Costituzione, con ampi poteri.

### Governo dello Stato della Birmania
Il primo gabinetto dello Stato di Birmania era composto da:
- Ba Maw, Primo ministro (oltre al suo posto di capo di Stato)
- Thakin Mya, Vice primo ministro
- Ba Win, ministro degli affari interni
- Thakin Nu, ministro degli affari esteri
- Thein Maung, Ministro delle finanze (successivamente sostituito da U Set dopo essere stato nominato ambasciatore della Birmania in Giappone)
- Generale Aung San, ministro della difesa
- Thein Maung, ministro della giustizia
- Hla Min, ministro dell'istruzione e della sanità
- Thakin Than Tun, ministro dell'agricoltura (in seguito diventato ministro dei trasporti)
- U Mya, ministro del commercio e dell'industria
- Thakin Lay Maung, ministro delle comunicazioni e dell'irrigazione
- Bandula U Sein, ministro del Welfare e della pubblicità
- Tun Aung, ministro della cooperazione con il Giappone
- Thakin Lun Baw, ministro del recupero dei lavori pubblici

Il 25 settembre 1943, come promesso, il Giappone cedette alla Birmania tutti gli stati Shan, ad eccezione della parte ad est del fiume Saluen ovvero Kengtung e Mongpan, che erano già stati dati alla Thailandia. Ba Maw partecipò alla Conferenza della Grande Asia orientale a Tokyo dal 5 al 6 novembre 1943.
Sebbene ora nominalmente indipendente, il potere dello Stato birmano di esercitare la sua sovranità era ampiamente circoscritto da accordi di guerra con il Giappone. L'Esercito imperiale giapponese mantenne una grande presenza e continuò ad agire arbitrariamente, nonostante il Giappone non avesse più il controllo ufficiale sulla Birmania.
Durante il 1943 e il 1944, l'esercito nazionale birmano prese contatti con altri gruppi politici all'interno della Birmania, incluso il Partito Comunista della Birmania che aveva operato sottoterra. Alla fine, un'organizzazione popolare di facciata chiamata Organizzazione Anti-Fascista (AFO) fu formata con Thakin Soe come leader. Attraverso i comunisti e l'esercito di difesa Arakan sponsorizzato dal Giappone, i birmani furono finalmente in grado di entrare in contatto con la Force 136 britannica in India. I contatti iniziali erano sempre indiretti. La Force 136 fu anche in grado di entrare in contatto con i membri dell'unità Karen della BNA a Rangoon.
Nel dicembre del 1944, l'AFO contattò gli Alleati, indicando la loro disponibilità a disertare la causa degli Alleati lanciando una rivolta nazionale che avrebbe incluso le forze della BNA. Tuttavia, ciò fu contrastato dai britannici, che consideravano i tempi sfavorevoli e che avevano considerevoli riserve sul sostegno alla BNA. La prima rivolta di BNA contro i giapponesi avvenne all'inizio del 1945 nella Birmania centrale.
Il 27 marzo 1945, il resto della BNA sfilò a Rangoon e apparve apparentemente per aiutare l'esercito giapponese nelle battaglie che infuriavano nella Birmania centrale contro l'invasione delle forze alleate. Invece, la BNA dichiarò apertamente guerra ai giapponesi. Aung San e altri successivamente iniziarono i negoziati con Lord Mountbatten e si unirono ufficialmente agli Alleati come forze patriottiche birmane. Senza il supporto della BNA, il governo dello Stato di Birmania crollò rapidamente e Ba Maw fuggì attraverso la Thailandia in Giappone, dove fu catturato più tardi quell'anno e fu detenuto nella prigione di Sugamo a Tokyo fino al 1946.